# Longueur de transfert
La longueur de transfert est la distance horizontale entre le haut d'une pente et l'endroit de celle-ci où l'eau sera capable de s'infiltrer à travers les matériaux. À ce point l'effet de la barrière capillaire disparait progressivement.